# Ноли
Но̀ли (на италиански: Noli; на лигурски: Nöi, Ной) е малко морско курортно градче и община в Северна Италия, провинция Савона, регион Лигурия. Разположено е на брега на Лигурско море, на лигурското Западно крайбрежие. Населението на общината е 2797 души (към 2011 г.).